# Marquesado de Fosdinovo
El Marquesado de Fosdinovo fue un feudo imperial medieval, situado en la Lunigiana, gobernado la familia Malaspina de la rama del Spino Fiorito desde 1355 a 1797. Además de Fosdinovo, capital del marquesado, se incluían en sus dominios las localidades de Gragnola, Canepari, Carignano, Posterla, Ponzanello, Marciaso, Giucano, Pulica, Cortila, Viano y Castel dell'Aquila.

## Historia
Fosdinovo era uno de los muchos feudos imperiales que salpicaban la Lunigiana. Fue el emperador Carlos IV de Luxemburgo, el que en un viaje a Roma, otorgó el rango de marquesado en 1355, a Galeotto I Malaspina, sobrino de Spinetta (primer señor 1340-1352 ) y esposo de Argentina Grimaldi. El territorio perteneció a los obispos de Luni, y fue ocupado entre el 1317-28 por el señor de Lucca, Castruccio Castracani. Spinetta intentó reconquistar el feudo y engrandecer el prestigio de la rama del Spino Fiorito de los Malatesta, con la construcción de un importante castillo.
Las fronteras del feudo de Fosdinovo eran: al sur con Sarzana y el Ducado de Massa y Carrara, al este con la República de Lucca, en el norte por el marquesado de Olivola y Bibola, al oeste Sarzana y Santo Stefano. Su ubicación, entre los Apeninos y el mar, tenía una consideración estratégica.
En 1393 el marquesado sufrió una fragmentación a partir de la herencia de los hijos de Galeotto (enterrado en una sepultura de gran interés artístico en la iglesia de San Remigio). Spinetta II, ya duque de Gravina en Apulia (25 de marzo de 1385), conservó la fortaleza de Fosdinovo, Gragnola pasó a su hermano Leonardo y sus herederos hasta 1644. Los señores de Fosdinovo, con el fin de firmó un tratado con la República de Florencia, con la finalidad de frenar la agresividad de los Visconti de Milán.
Gabriele II fue una gran governante (1467 a 1508), que hizo varias reformas urbanísticas en la ciudad de Fosdinovo. Entre ellas, la restauración de la fortaleza y de la catedral, la construcción del oratorio de Bianchi, sin olvidar la consolidación del Tratado con Florencia.
El marqués Andrea (1565-1610) creó los estatutos en 1577, en el que surgieron las particularidades legales del pequeño estado (Carlos V habían elevado Fosdinovo al rango de Ciudad Imperial). El señor, dueño  del ‘mero et mixto imperio’ (delegación del ejercicio de todo el poder político y jurídico (civil y penal) a un feudatario), nombró al podestà que tenía una función judicial en cooperación con los notarios y los actuarios. Eligió también al cónsul y chambelanes, que tenían la función de denunciar los crímenes cometidos por sus súbditos. Una milicia armada vigilaba la seguridad de la familia marquesal, las tierras y las fronteras del feudo. El marqués tuvo incluso la oportunidad de conferir la legitimidad a los hijos naturales fuera del matrimonio.
El marqués se reservó también otras prerrogativas: la posesión exclusiva de la colombaia (palomar), el monopolio de los molinos de harina y de aceite, hornos, la caza y la pesca y la prestación de servicios de los siervos del feudo en el mantenimiento de las calles, el castillo y palacios. En 1666 el emperador Leopoldo I de Habsburgo concedió a Pasquale Malaspina (1663-1669) el derecho a acuñar moneda en oro, plata o mezcla. Pronto se construyó una ceca donde se acuñaron testones y luiginos de Fosdinovo (como su efigie y en especial de su esposa María Magdalena Centurión, que todavía son buscados por los coleccionistas, aunque algunos eran falsos). Al no tener descendencia masculina, el sucesor de Pasquale fue su hermano Hipólito (1669-71), a continuación, regentó el poder Cristina Pallavicini, en nombre de su hijo Carlo Francesco Agostino (1671-1722). La última moneda acuñada por la Casa de la Moneda (ceca), en 1677, fue una media libra con los retratos de la marquesa regente Cristina y el joven soberano. La ceca fue dirigida por el genovés Thomas Grandi, a partir del año 1677.
A Carlo Francesco Agostino le sucede Gabriele III (1722-1758), recordado por completar el trabajo de la villa Malaspina, residencia de verano situada en Caniparola y construyó la vía principal del  marquesado que comunicaba Fosdinovo.
Carlo Emanuele (1759-1797 y 1802), por último, fue el último soberano del marquesado. Antes de la extinción del feudo, ocupado por la Francia revolucionaria en 1797. Estaba muy interesado en el arte y la arquitectura: incrementó, con el apoyo de su esposa Eugenia Pinelli, la biblioteca del castillo, embellecido el teatro y también estaba a cargo de las instalaciones deportivas  del juego de la pelota (como en Florencia).
Tras la supresión el 6 de agosto de 1806 del Sacro Imperio Romano por el emperador Francisco II y el final del domino napoleónico, el Congreso de Viena estableció la incorporación del antiguo marquesado en los dominios del Ducado de Módena y Reggio. Fosdinovo fue elegida como la capital de Lunigiana Estense. A finales del siglo XIX, los el Torrigiani-Malaspina (descendientes de los marqueses por línea materna) recuperaron la posesión del castillo, que todavía poseen.